# مکناری (لوئیزیانا)
مکناری (به انگلیسی: McNary) شهری در ایالت لوئیزیانا کشور ایالات متحده آمریکا است که جمعیت آن در سرشماری سال ۲۰۱۰ میلادی، ۲۱۱ نفر بوده‌است.